# アウトコード 超常犯罪特務捜査官
『アウトコード 超常犯罪特務捜査官』（アウトコード ちょうじょうはんざいとくむそうさかん）は、講談社『月刊少年ライバル』2008年8月号から2009年9月号まで連載された原作：姫ノ樹晴彦、絵：鈴羅木かりんによる日本の漫画作品。
現代社会を舞台に常識では考えられない不可能犯罪を解決するP.S.I（超常犯罪特務捜査局）の捜査官としてと雷を自在に操る少年捜査官・霧崎キリオと少女捜査官・白銀ヒナコの活躍を描いた作品。

## あらすじ
舞台は現代の日本。しかし「水の中で人体が発火された焼死体」が発見されなど常識では考えられない超常犯罪が発生していた。
そんな事件を解決するために組織されたP.S.I（超常犯罪特務捜査局）の少女捜査官である白銀ヒナコは一人の少年を容疑者として追っていた。その少年、霧崎キリオは雷を自由に操る能力を持ち、彼もまた、事件について独自に調べていたが非協力的であり、自分を犯人と言うヒナコの前から姿をくらませた。しかし、事件を追うヒナコの前に再び、霧崎キリオは現れ、真犯人を共に追い詰める。
犯人を捕まえ、超常犯罪を裏で起こす者達の存在を匂わせる犯人。その黒幕を探すことこそが霧崎キリオが事件に関与した理由であり、その黒幕こそが己の「復讐」を果たす相手だと言った。その後、霧崎は黒幕を追うためP.S.Iに所属。身勝手な行動の目立つ霧崎に不満を覚えつつ、白銀ヒナコは彼をパートナーとして超常犯罪事件に挑む。

## 組織
P.S.I
超常事件捜査局。常識では考えられない事件を担当する警察組織。所属する捜査員は特殊な権限を与えられている。
ヘリオス
現代社会の闇で暗躍する組織。一般人を超常の能力者＝超常者（イクシード）に目覚めさせる薬を流布させている。

## 登場人物

### P.S.Iのメンバー
霧崎キリオ（きりさき キリオ）
主人公。雷を操る能力を持つ。14歳。
「5年前の地下鉄東築線爆発事故（正確には爆破テロ）」で家族を失い、その事件に関与している“あの方”と呼ばれる人物を探し、復讐するために超常犯罪事件に関わっていた。初めは白銀ヒナコとも良いチームワークを築けずにいたが、妹が攫われる事件を切っ掛けに仲間（P.S.I）が居ることを意識し、協調性を持っていった。
基本的な性格はやや物事を斜に構えがちだが根は正義感が強く、亡き父と交わした約束や、過去の悲劇を二度と繰り返さないために己の命さえ賭す強い意志を持っている。刻印現象（カーザムエフェクト）とよばれる強力な能力の使い方を身につけ、電車さえ切り裂くプラズマソードを扱う強力な超常者だがその反面、その力を使うたびに体の細胞が人のものでは無くなってしまうリスクを追う。敵側からは「No.0」「始まりの生還者」と呼ばれることがある。
妹がおり、極度のシスコンである。
白銀ヒナコ（しろがね ヒナコ）
P.S.I捜査官。14歳。
機械の扱いに長けた少女捜査官。幼少期の記憶が無く、P.S.Iに保護され、行方不明の父と母を探すために捜査官となる。
正義感が強くしっかり者のようだが日常では何処か抜けている。幼少期の記憶が無いことから聖ガンツフェルト学園に入学当当初は人間関係を上手く築けず、友達が居なかったが、親友である柊カゴメのおかげで改善されている。P.S.Iの規律から外れ、単独行動をとりがちなキリオを抑える役目を負っており、初めは仲違いも多かった。しかし、彼女のチームワークを重んじ、お互いに助ける姿勢は徐々にキリオとのパートナーシップを築いていく。
機械を扱わせればビルのシステムを丸ごと“掌握”することができるほどだが超常者と戦う力は少なく、後に自分の無力に向き合い、後に硬度を自在に変える規制線を空間に敷く対戦闘用の武器「軌道規制線銃（リインストレイター）」を開発する。
夕薙ヒロト（ゆうなぎ ヒロト）
P.S.I第3班班長。
かつて“恐るべき子供たち（アンファンテリブル）”と呼ばれた天才でキリオ達が所属するP.S.I、情報収集3班の指揮を執る。
キリオを駒に例える冷徹な指揮官のように感じるが実際にはピンチの時には退くことを考えたり、作戦遂行のために己を囮に使ったりなど仲間を駒として使い捨てるような真似をすることはない。P.S.Iに来たての自失状態の白銀ヒナコのことを知っており、陰ながら彼女の事を気遣う場面も多い。しばしば彼の指揮により、手早くP.S.I捜査官達が収集されることも多く、敵側の人物からも指揮能力を高く評価される場面もある。
森局長
P.S.I局長。
常にその姿は影で覆われている。キリオの妹を救出する際に人命を優先するなど、人を守ることに重きを置いた采配を取る。20年前の超常事件の発端となる出来事に関わった人物の一人。

### ヘリオスのメンバー
あの方
ヘリオス総帥。およそ47歳。
超常者から“あの方”と呼ばれる謎の人物。キリオの家族を奪った事件を起こした組織「ヘリオス」の総帥であり、キリオに能力の制御の仕方を教えた師でもある。超常者を生み出すことと、政府によって隠蔽された超常者の秘密「常識を殺戮するもの」を暴くために活動しているが、その心中に隠した本当の目的はまた別にある。20年前の超常事件の発端となる出来事に関わった人物の一人。光を操る超常者であり、“祀光の支配者（ザ・ヘリオス）”と呼ばれる。
桜坂ノウトとはヘリオス創立時からの付き合いであり、彼の事を快く思っていない。
正体は、白銀ヒナコの父親である白銀ゲンヤ。
桜坂ノウト（さくらざか ノウト）
ヘリオスNo.2“禁忌の化学者（ザ・ヴェクター）”。
一般人を超常者に変える薬である能力付与薬を開発した化学者。霧崎キリオには能力付与手術を施した。いつもは人の好い笑顔を浮かべているがその笑顔の奥には他人を実験材料にしか見ていない狂気を潜ませている。キリオに対し偏執的に好意を抱いており、彼の刻印現象（カーザムエフェクト）を覚醒させるために彼の妹を誘拐するなどした。
20年前の超常事件の発端となった“常識を殺戮するもの”の研究機関に属していた過去を持ちそれを再び手にし、更なる研究を進めようとする。ヘリオス創設のメンバーであり、“あの方”の過去を知っている。
石動クロム（いするぎ クロム）
ヘリオスNo.4“磁界の王（ロード・オブ・テスラ）”。
自称・最強の超常者。磁力を自在に操る能力を持ち、指輪やベルトのバックルなど自分の身につけている装飾品を浮遊させ、攻撃してくる。
電磁磁石の原理を利用し、キリオの電撃を吸収し力に変えるなどの力を見せる。機構が複雑なものは磁力で制御する対象の数は限られるという弱点を持つが能力の出力は非常に高く、力を制限無く発揮すれば電車のような重量のものさえ磁力で自在に操ることができる力を持つ。
性格は自信過剰であり、自分の存在を無視するものを絶対に許さないと言うナルシストな一面を持ち、自分から能力をばらすなど勢い任せで空気を読まない。口癖は「例えるなら」。弥栄イノリとは能力の相性からパートナーを組んでいる。
弥栄イノリ（やさか イノリ）
ヘリオスNo.5“銀錬の乙女（シルバーメイデン）”。
金属を操る能力を持つ超常者。触れた金属を変形させる強力な力の持ち主。間接的に触れてさえいればビルに仕込まれた鉄筋などを変形させることも可能。
口数が少なく、不思議な雰囲気を持つ少女でヘリオスの任務時はゴシックロリータ風の服装をしている。
普段は冷静で暴走気味のクロムの腹を容赦なく殴り、制止させるツッコミ体質でもあるが、超常者として差別や偏見により孤立していった過去を持っている描写がなされ、その事に触れられると感情をむき出しにする事がある。また、その過去から自分と同じような超常者を出さないためにヘリオスによる超常者の世界の確立を信じ、ナンバーズとして活動している。

### その他の人物
柊カゴメ（ひいらぎ カゴメ）
聖ガンツフェルト学園の生徒。14歳。
大手新聞記者の幹部を親に持っており、ゴシップや他人の秘密を握るのが得意で学園の生徒達の情報を掌握していると自負しているが、その情報を悪用したりと言うことは無く、逆に他人に暴力や理不尽な要求を迫る不良に対し、その情報を突き付けて退散せるなどといった行動をとる。それがきっかけとなり、まだ学校に慣れていなかった白銀ヒナコと親友となる。
霧崎マナ（きりさき マナ）
霧崎キリオの妹。
「5年前の地下鉄爆発事故」で生き残った生存者の一人でもあり、霧崎キリオの妹。その事件の後遺症で体が弱く、病院に入院している。桜坂ノウトの策略により誘拐される。
白銀サツキ（しろがね サツキ）
白銀ヒナコの母。
行方不明のヒナコの母親。物語の根幹に関わる重大な事件に関わっている。
白銀ゲンヤ（しろがね ゲンヤ）
白銀ヒナコの父。物語の根幹にかかわる重大な事件に関わっている。行方不明となった妻・サツキを追っている。

## 単行本
- アウトコード 超常犯罪特務捜査官1 （2008年11月4日、ISBN 978-4-06-380015-9）
- アウトコード 超常犯罪特務捜査官2 （2009年5月1日、ISBN 978-4-06-380045-6）
- アウトコード 超常犯罪特務捜査官3 （2009年9月4日、ISBN 978-4-06-380063-0）